# 鷲尾金弥
鷲尾 金弥（わしお きんや、1936年 - ）は、日本の園芸プロデューサー。技術士建設部門（都市および地方計画）を保持している。

## 来歴
1959年、大阪府立大学農学部園芸学科を卒業し1960年から大阪府立大学助手となる。
1974年にアメリカ合衆国に渡り、現地でWashioアソシエイツ有限会社を設立する。1980年に帰国し、荒木造園設計事務所取締役企画部長となる。
1990年に鷲尾アソシエイツを設立して独立する。同年の国際花と緑の博覧会ではプロデューサーを担当し、『国際花と緑の博覧会 花博植栽管理記録集成』の作成委員会代表を務めた。
以後、日本国外での園芸系博覧会（オランダ国際園芸博覧会フロリアート92、ドイツ国際庭園博覧会IGA93）で、日本国政府（農林水産省）の出展総合プロデューサーを担当した。1996年のフラワーパークかごしまでは総合プロデューサーを務める。
1995年には株式会社ウィンを設立した。
2001年に、第23回日本公園緑地協会北村賞を受賞した。
代表作に、播磨科学公園都市光都21／3期（ワシオアソシエイツ名義）、フローラルガーデンおぶせ花壇などがある。
著書に『ランドスケープデザイン 1: 森の生態と花修景』（共著、京都造形芸術大学編、角川書店、1998年）、『花の造園 : 都市空間のフロリスケープ』（川上幸男・鷲尾金弥（編著）、経済調査会、1996年）がある。